# Église Saint-Pierre de Benoîtville
L'église Saint-Pierre de Benoîtville est un édifice catholique, des XIIIe, XIXe – XXe siècles, qui se dresse sur le territoire de la commune française de Benoîtville, dans le département de la Manche, en région Normandie.
L'église est partiellement inscrite aux monuments historiques.

## Localisation
L'église Saint-Pierre est située dans le bourg de Benoîtville, dans le département français de la Manche.

## Description
L'église des XIIIe, XIXe – XXe siècles a un clocher du XIXe siècle.

## Protection aux monuments historiques
Le clocher est inscrit au titre des monuments historiques par arrêté du 24 janvier 1947.

## Mobilier
L'église abrite une Vierge à l'Enfant du XIVe siècle classée au titre objet aux monuments historiques en 1972, et divers élément inscrit au titre objet dont un lavabo de sanctuaire du XIIe siècle, des statues : saint Fiacre (XVIe siècle) restaurée et originale, saint Pierre, saint Éloi (XVIIIe siècle), ainsi qu'une verrière du XXe siècle de Gabriel Loire.